# 1723
1723 (MDCCXXIII) var ett normalår som började en fredag i den gregorianska kalendern och ett normalår som började en tisdag i den julianska kalendern.

## Händelser

### Januari
- Januari – Den svenska riksdagen samlas. Det holsteinska partiet, som vill ha Karl XII:s systerson Karl Fredrik av Holstein-Gottorp som tronföljare, får stort stöd i riksdagen, med rysk hjälp. Fredrik I gör vid riksdagen ett misslyckat försök att hävda kungamaktens rättigheter, medan kanslipresident Arvid Horn får alltmer inflytande.

### Maj
- 1 maj – En stor brand bryter ut i Katarina församling på Södermalm i Stockholm. Cirka 7 000 trähus brinner ner och dessutom brinner Katarina kyrka.[1]

### Oktober
- 17 oktober
  - Riksdagsordningen 1723 utfärdas, vilken ger ständerna mer makt gentemot kungen. Därmed får bönderna för första gången sin riksdagsrepresentation befäst i grundlag. Ämbetsmannaadeln får det största inflytandet. Riksdagen erhåller politisk domsrätt över rådsherrarna.
  - Kronobönderna får rätt att friköpa sina gårdar, vilket ger dem en stärkt social ställning men ingen ekonomisk förbättring.

### Okänt datum
- Prästerna motarbetar pietismen som börjar spridas i Sverige genom de hemvändande karolinerna.
- En ny svensk legostadga (förordning om tjänstefolk) utfärdas.
- En regeringsresolution antas, där svenska föräldrar förpliktas att lära sina barn "läsa i bok".

## Födda
- 5 januari – Nicole Reine Lepaute, fransk astronom och matematiker.
- 23 januari – Petronella Johanna de Timmerman, nederländsk poet och fysiker.
- 31 mars – Fredrik V, kung av Danmark och Norge 1746–1766.
- 12 juni – Adam Smith, skotsk nationalekonom och moralfilosof.
- 16 juli – Joshua Reynolds, brittisk målare.
- 6 december – Carl Sparre, svensk friherre, riksråd 1775.
- Richard Price, brittisk predikant och moralfilosof.
- Catharina Mulder, nederländsk orangist.

## Avlidna
- 25 februari – Christopher Wren, engelsk arkitekt.
- 15 mars – Johann Christian Günther, tysk författare.
- 5 april – Johann Bernhard Fischer von Erlach, österrikisk arkitekt.
- 28 juli – Marianna Alcoforado, portugisisk nunna.
- 7 december – Jan Blažej Santini Aichel, böhmisk arkitekt och målare.
- Giovanni Battista Contini, italiensk arkitekt.

### Fotnoter
1. ↑  Om kyrkor som brunnit i Stockholm , sida 10